# Cantó de Saint-Denis-4
El cantó de Saint-Denis-4 és un cantó de l'illa de la Reunió, regió d'ultramar francesa de l'oceà Índic. Correspon a una fracció de la comuna de Saint-Denis.

## Història
| Data d'elecció | Identitat          | Partit |
| -------------- | ------------------ | ------ |
| 2001 - 2008    | Jean-Jacques Morel | UMP,   |
| 2008 -         | Jean-Claude Fidji  | PS,    |